# Петтерсен, Эйстейн
Эйстейн Петтерсен (норв. Øystein "Pølsa" Pettersen; 19 января 1983, Линдеруд, Осло) — норвежский лыжник, Олимпийский чемпион 2010 года в командном спринте.

## Спортивная карьера
Петтерсен начал участвовать во взрослых соревнованиях на национальном уровне с 2002 года, в международных — с 2003 года. За свою карьеру он лишь четыре раза поднимался на подиум на этапах Кубка мира — два раза занимал второе место (Дюссельдорф—2006 и Отепя—2009) и два раза — третье. Лучший результат в общем зачёте — 28 место в сезоне 2006/2007. В 2006 году он выиграл золотую медаль на чемпионате Скандинавии.
Олимпиада-2010 стала первой в карьере для Петтерсена. В индивидуальном спринте он вышел в финальный этап, и занял 6 место. В командном спринте его участие первоначально не планировалось, но из-за болезни Ола-Виген Хаттестада, Петтерсен был включён в состав на гонку, и вместе с Петтером Нортугом, выиграл золотую медаль.